# Plotheia decrescens
Plotheia decrescens är en fjärilsart som beskrevs av Walker 1857. Plotheia decrescens ingår i släktet Plotheia och familjen trågspinnare. Inga underarter finns listade i Catalogue of Life.